# Ministère de la Défense (Pays-Bas)
Pour les articles homonymes, voir Ministère de la Défense.
Le ministère de la Défense (en néerlandais : Ministerie van Defensie, MinDef) est le ministère supervisant le volet militaire de la politique de sécurité nationale du royaume des Pays-Bas. Le commandement des Forces armées néerlandaises lui est intégré.

## Organisation

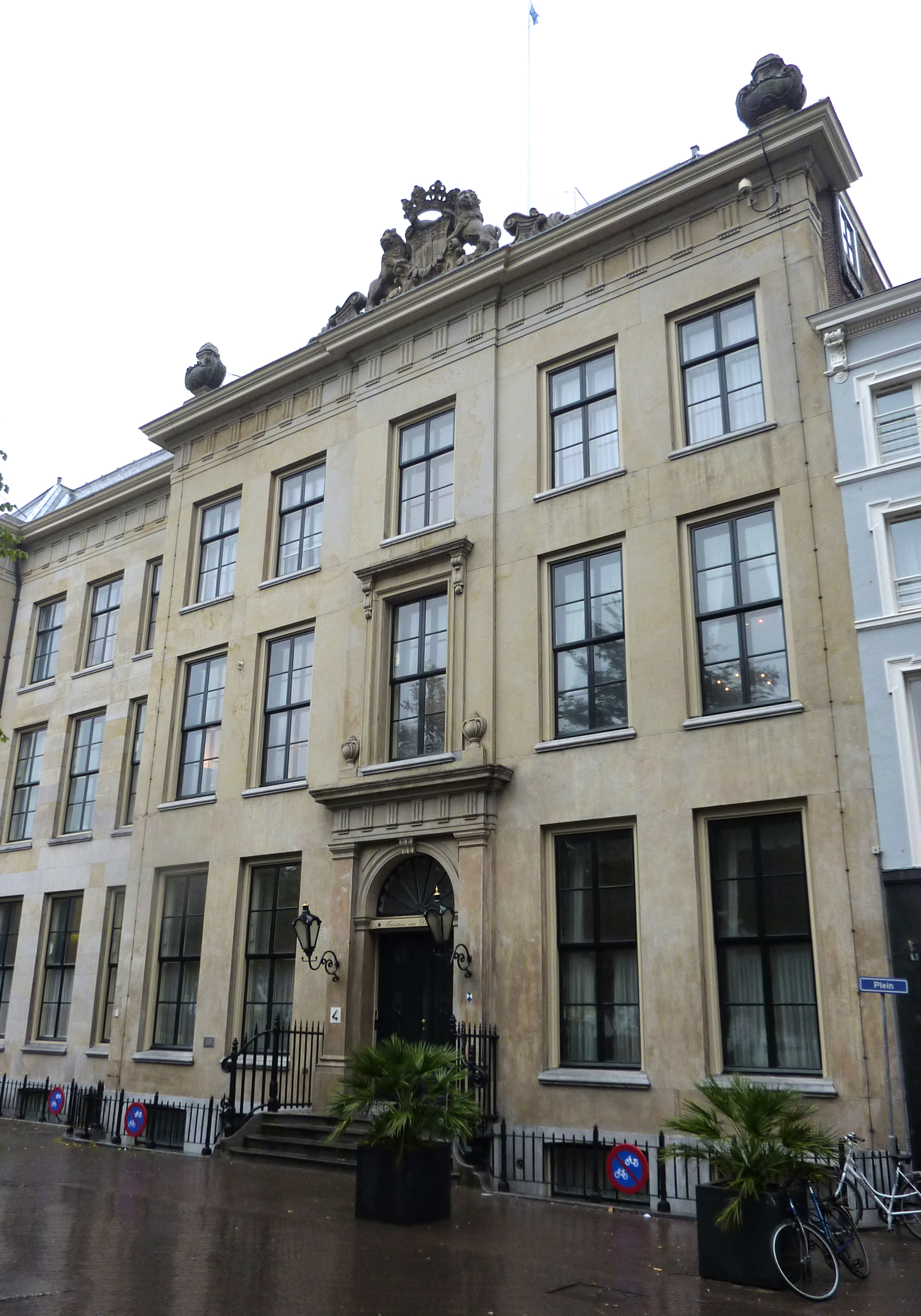
Siège du ministère.

Le ministère siège sur la Plein, no 4, à La Haye, dans l'ancien logement du représentant de Rotterdam aux États de Hollande. Le bâtiment, datant de 1746, est classé aux monuments nationaux.

### Ministère de la Défense
Le ministère de La Défense est issu de la fusion du ministère de la Guerre et du ministère de la Marine, effective le 1er septembre 1928. Du 27 juillet 1941 au 7 août 1948, les deux ministères sont rétablis. 

### Commandement des Forces armées
Le commandant des Forces armées (Commandant der Strijdkrachten) est Onno Eichelsheim depuis le 15 avril 2021, succédant au démissionnaire Rob Bauer. Sa mission est de commander les quatre branches des Forces armées néerlandaises : la Marine royale néerlandaise (KM), l'Armée de terre royale néerlandaise (KL), l'Armée de l'air royale néerlandaise (KLu) et la Maréchaussée royale (KMar). Son statut officiel est celui de plus haut conseiller militaire du ministre. Le Militaire Inlichtingen- en Veiligheidsdienst (MIVD), service de renseignement militaire, est placé sous la direction du ministre.

## Liste des ministres
La fonction de ministre de la Défense, établie en 1928, remplace celles de ministre de la Marine et ministre de la Guerre.
| Nom | Nom                             | Parti | Gouvernement            | Début du mandat   | Fin du mandat     |
| --- | ------------------------------- | ----- | ----------------------- | ----------------- | ----------------- |
|     | Hans van Mierlo                 | D66   | Van Agt II et III       | 11 septembre 1981 | 4 novembre 1982   |
|     | Job de Ruiter                   | CDA   | Lubbers I               | 4 novembre 1982   | 14 juillet 1986   |
|     | Wim van Eekelen                 | VVD   | Lubbers II              | 14 juillet 1986   | 6 septembre 1988  |
|     | Piet Bukman (intérim)           | CDA   | Lubbers II              | 6 septembre 1988  | 24 septembre 1988 |
|     | Frits Bolkestein                | VVD   | Lubbers II              | 24 septembre 1988 | 7 novembre 1989   |
|     | Relus ter Beek                  | PvdA  | Lubbers III             | 7 novembre 1989   | 22 août 1994      |
|     | Joris Voorhoeve                 | VVD   | Kok I                   | 22 août 1994      | 3 août 1998       |
|     | Frank de Grave                  | VVD   | Kok II                  | 3 août 1998       | 22 juillet 2002   |
|     | Benk Korthals                   | VVD   | Balkenende I            | 22 juillet 2002   | 12 décembre 2002  |
|     | Henk Kamp                       | VVD   | Balkenende I, II et III | 12 décembre 2002  | 22 février 2007   |
|     | Eimert van Middelkoop           | CU    | Balkenende IV           | 22 février 2007   | 14 octobre 2010   |
|     | Hans Hillen                     | CDA   | Rutte I                 | 14 octobre 2010   | 5 novembre 2012   |
|     | Jeanine Hennis-Plasschaert      | VVD   | Rutte II                | 5 novembre 2012   | 4 octobre 2017    |
|     | Klaas Dijkhoff                  | VVD   | Rutte II                | 4 octobre 2017    | 26 octobre 2017   |
|     | Ank Bijleveld                   | CDA   | Rutte III               | 26 octobre 2017   | 17 septembre 2021 |
|     | Ferdinand Grapperhaus (intérim) | CDA   | Rutte III               | 17 septembre 2021 | 24 septembre 2021 |
|     | Henk Kamp                       | VVD   | Rutte III               | 24 septembre 2021 | 10 janvier 2022   |
|     | Kajsa Ollongren                 | D66   | Rutte IV                | 10 janvier 2022   | 2 juillet 2024    |
|     | Ruben Brekelmans                | VVD   | Schoof                  | 2 juillet 2024    | En cours          |